# Dream team production
Dream team production är ett TV-produktionsbolag grundat 2003 av PA Gullö och Prisma Outside Broadcast.
Produktionen omfattar sportsändningar med fokus på ishockey. Dream Team producerar bland annat för SVT, TV4, Viasat, Kanal 5, Kentaro och Onside.

## Produktioner i urval
- Ishockey-VM 2008
- Ishockey-VM 2007
- Fotbollsallsvenskan 2007
- Elitserien 2007
- Ishockey-VM 2006
- Elitserien 2006
- Ishockey-VM 2005
- Ishockey-VM 2004